# E574 (trasa europejska)
E574 – trasa europejska łącznikowa (kategorii B), biegnąca przez środkową Rumunię.
E574 zaczyna się w Bacău, gdzie odbija od trasy europejskiej E85. Biegnie szlakami dróg krajowych: 
- nr 11 do Braszowa,
- nr 73 do Pitești,
- nr 65 do Krajowy.

W Krajowie E574 łączy się z trasami europejskimi E70 i E79.
Ogólna długość trasy E574 wynosi około 452 km.